# Bomaribidion
Bomaribidion is een kevergeslacht uit de familie van de boktorren (Cerambycidae). De wetenschappelijke naam van het geslacht werd voor het eerst geldig gepubliceerd in 1962 door Martins.

## Soorten
Bomaribidion omvat de volgende soorten:
- Bomaribidion angusticolle (Gounelle, 1909)
- Bomaribidion hirsutum Martins, 1969